# Grand Haven
Grand Haven è un comune degli Stati Uniti d'America, situato nello Stato del Michigan, nella contea di Ottawa, della quale è anche il capoluogo. La città sorge sulla riva orientale del lago Michigan.